# Woodside, Bracknell Forest
Woodside är en by i civil parish Winkfield, i distriktet Bracknell Forest, i grevskapet Berkshire i England. Byn är belägen 5 km från Windsor. Byn hade 500 invånare år 2021.